# غلاسكو الشمالية (دائرة انتخابية في المملكة المتحدة)
غلاسكو الشمالية  (بالإنجليزية: Glasgow North)‏ هي إحدى الدوائر الانتخابية في المملكة المتحدة الممثلة في مجلس العموم في برلمان المملكة المتحدة.
عضو البرلمان الذي يمثلها حالياً هو :Ann McKechin (Lab).